# Hovgården
Pour un article plus général, voir Birka et Hovgården.
Hovgården est un site archéologique de Suède situé sur l'île d'Adelsö, dans le lac Mälar à l'ouest de Stockholm. Il est inscrit au patrimoine mondial de l'UNESCO avec le site archéologique viking de Birka, situé sur l'île voisine de Björkö.
Mais à la différence de Birka, Hovgården vit son rôle maintenu plus longtemps. Le château en brique Alsnö hus y fut construit en 1270. C'est là qu'en 1279, fut fondée la noblesse suédoise par le roi Magnus III de Suède avec l'ordonnance d'Alsnö.

## Toponymie
Le nom Hovgård ou Hovedgård est un nom commun durant le Moyen Âge suédois, désignant un domaine appartenant à une personne de haut rang ou le domaine principal d'un grand ensemble de terres. Le nom de l'île Adelsö signifie littéralement « île de la noblesse ».

## Situation

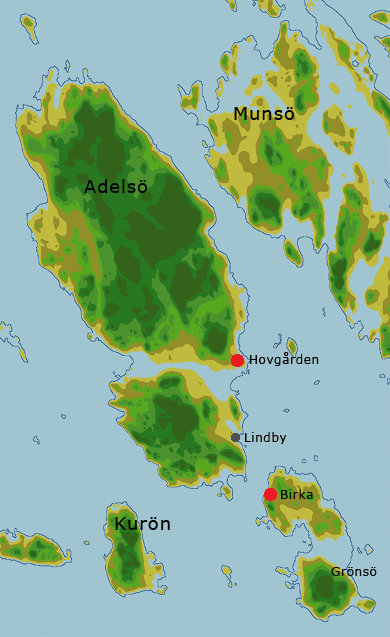
Carte topographique de l'archipel autour de Birka et Hovgården tel qu'il devait apparaître à l'âge des Vikings. La ligne bleue indique la côte actuelle.

Hovgården est situé sur l'île d'Adelsö sur le lac Mälar, à 30 km à l'ouest de Stockholm en Suède. Elle fait partie de la commune d'Ekerö, dans le comté de Stockholm. Le site de Birka et Hovgården, tel que défini dans son inscription au patrimoine mondial, couvre au total une superficie de 226 ha, comprenant toute la partie nord de l'île voisine de Björkö (où se situe Birka) et le site de Hovgården,. À cela s'ajoute une zone tampon de 2 272 ha couvrant le reste de Björkö et une vaste section d'Adelsö, ainsi qu'une portion du lac entre les deux îles,.
Géologiquement, le lac Mälar fait partie de la pénéplaine subcambrienne. C'est un territoire marqué par de nombreuses failles et fissures formant un paysage accidenté, ce qui explique l'importante quantité d'îles situées dans le lac. À la fin des glaciations du quaternaire, les glaciers laissent le socle rocheux à nu ou couvert de moraines, mais toute la région autour du lac Mälar actuel était alors situé sous les eaux. Des sédiments, en particulier de l'argile, se déposèrent dans les sections les plus profondes. Mais à la suite du rebond post-glaciaire, le niveau du sol s'éleva progressivement et ces terrains émergèrent. Ainsi, sur l'île d'Adelsö on peut distinguer les plateaux rocheux, très peu fertiles et couverts de forêts, et les plaines argileuses, qui sont parmi les plus fertiles de toute la Suède (après la Scanie).
Le rebond isostatique continue encore de nos jours à un rythme moyen de 0,5 cm/an. Ainsi, à l'époque viking, le niveau de l'eau était 5 m plus haut qu'il ne l'est aujourd'hui et l'actuel lac était alors une partie de la mer Baltique. Hovgården était alors la pointe sud de l'île d'Adelsö.

## Histoire

### Contexte et fondation
La plus ancienne trace d'occupation sur l'ensemble du site de Birka et Hovgården est un cimetière au nord-ouest de Hovgården qui semble avoir été utilisé entre l'an 600 et 1100. Sur Grönsö (partie sud de Björkö qui constituait une île séparée à l'époque) on trouve même des cairns de l'âge du bronze. Mais il faut attendre le VIIIe siècle pour la fondation de la proto-ville de Birka et du domaine royal associé de Hovgården. La date exacte est difficile à déterminer mais semble se situer aux alentours de l'an 750. En effet, le style des artefacts les plus anciens trouvés sur le site semble indiquer la période de transition entre l'âge de Vendel et l'âge des Vikings, c'est-à-dire la toute fin du VIIIe siècle. Ces objets sont aussi très similaires à ceux trouvés à Staraïa Ladoga, dont la fondation est datée par dendrochronologie à 753. Enfin, le plus ancien bâtiment sur le site de Birka a été découvert au niveau du mur d'enceinte, et daté du milieu du VIIIe siècle.
À cette époque, l'essentiel de la Suède vit d'une économie agraire, les habitants vivant dans des fermes essentiellement autonomes, alliant agriculture, exploitation de la forêt, chasse, pêche, etc. Mais l'âge des Vikings voit l'apparition de proto-villes, où se concentrent les activités de commerce et d'artisanat, tant en Suède que dans le reste des pays autour de la mer Baltique, avec par exemple Hedeby, Ribe et Staraïa Ladoga. Dans le cas de la Suède, un tel lieu existe déjà, dans une certaine mesure, depuis l'époque Vendel : Helgö, situé sur une île à environ 10 km au sud-est de Birka. Ce site est actif entre l'an 200 et 800 environ, et peut être considéré comme le prédécesseur de Birka. Cependant, sa taille et son importance étaient probablement significativement moindre. Le site d'Helgö était probablement connecté à une résidence royale à Hundhamra, situé sur une île voisine, un modèle repris avec Birka et la résidence royale de Hovgården.

### Hovgården, siège du pouvoir royal de Birka

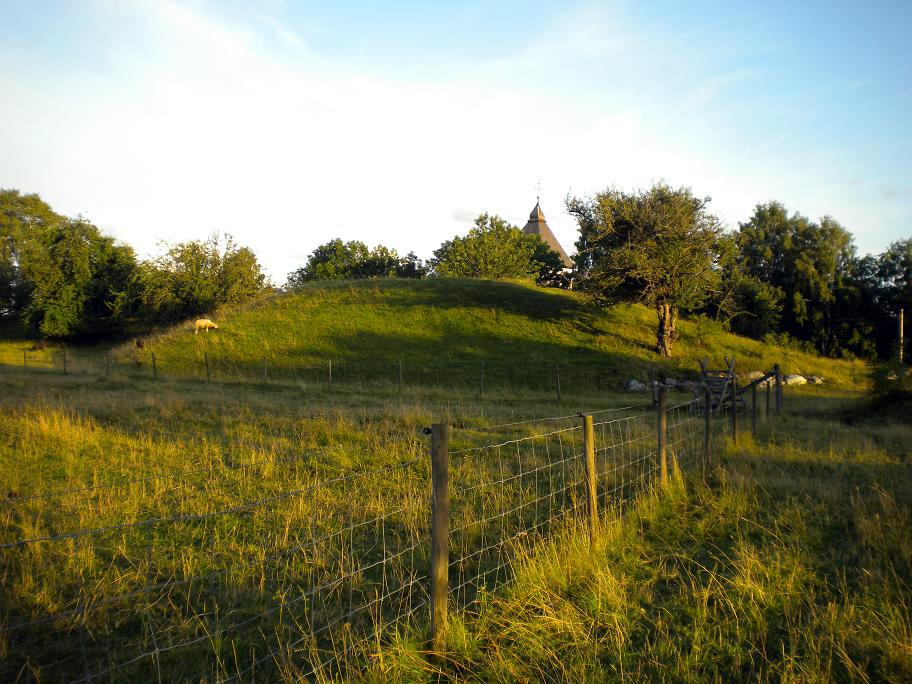
Monticule funéraire à Hovgården, interprété comme la tombe d'Éric II Björnsson, père de Björn II.

Si Vita Anskarii de Rimbert et Gesta Hammaburgensis ecclesiae pontificum d'Adam de Brême, principales sources d'informations sur Birka et Hovgården, sont centrés sur la vie religieuse de la Suède, ils donnent aussi des détails importants sur la structure politique de la région. Lors du premier voyage d'Anschaire, le roi est Björn II. Il est précisé qu'il ne résidait pas à Birka, et les historiens s'accordent pour dire que le roi régnait très probablement depuis Hovgården. Dans les années 850, lorsque Anschaire effectue sa seconde visite, le roi est Olof Ier de Suède et il est raconté qu'un conflit de succession, opposant Björn et son frère Anund II d'Upsal, eut lieu entre les deux visites. Anund était exilé pour une raison inconnue et avait trouvé refuge au Danemark où il avait convaincu les Danois de l’aider à reprendre le trône en échange de Birka. Les Danois envoyèrent 21 bateaux pleins de soldats, qui vinrent s'ajouter aux 11 bateaux d'Anund. Le roi Björn n'étant pas présent à Birka, c'est Hergeir qui négocia la paix, offrant à Anund 100 livres d'argent de la part des habitants de la ville. Anund tenta alors de convaincre les Danois de ne pas attaquer la ville, malgré sa promesse initiale, et suggéra de se référer aux dieux par un tirage au sort. Le tirage au sort suggéra que la volonté des dieux était d'épargner Birka, et à la place, la flotte danoise attaqua une ville slave.
Il n'est pas clairement établi si les rois de Hovgården étaient les rois de toute la Suède ou simplement des rois locaux. Par exemple, avant leur conflit, Björn co-régnait probablement avec son frère Anund, le premier résidant à Hovgården, le second à Gamla Uppsala. Plus tard dans Vita Anskarii, il est fait référence à un représentant suédois des « Dieux païens » (probablement un émissaire de Gamla Uppsala) qui mentionne à Birka, alors dirigé par le roi Olof, « votre ancien roi Erik », impliquant que ce roi n'était pas le leur. Des historiens suggèrent que l'aristocratie suione était en conflit ou en tout cas méfiante envers le roi de Birka. Une explication serait que le roi de Birka était issu d'une nouvelle dynastie (la dynastie de Munsö) d'origine gothe, tandis que l'aristocratie suione résidait toujours à Gamla Uppsala. Dans ce schéma, Fornsigtuna, fondée à la même époque que Birka, a été probablement établie en opposition à Birka, à un emplacement stratégique sur l'étroit chenal reliant Birka et Gamla Uppsala. Cette idée permet de rationaliser la description d'Adam de Brême qui décrit Birka comme « la ville des Goths située au milieu des territoires suiones ».
Si le roi exerçait une certaine autorité sur la ville depuis Hovgården, la ville avait une structure politique indépendante, avec une assemblée (Thing) et un préfet qui la dirigeait. À l'époque, chaque région (Folkland ou Hundred) avait son assemblée et ses lois ; ces lois favorisaient souvent les habitants de la région par rapport aux étrangers. Cette situation était peu souhaitable pour une ville dépendante du commerce et donc comptant une population étrangère importante ; de plus, Birka était située à la frontière de plusieurs provinces. La ville fut donc munie de sa propre assemblée et d'un texte de loi unique, appelée loi de Björkö ou Bjarkey qui, entre autres, garantissait la protection à tous les hommes libres quelle que soit leur provenance. Cette loi servit probablement de modèle pour de nombreuses villes marchandes en Scandinavie durant le Moyen Âge, qui prirent le nom de Birk et avaient leurs propres lois de Bjarkey. Cette loi est aussi probablement la prédécesseure des lois ou privilèges (en suédois Stadsprivilegier) qui définissent le statut des villes à partir du Moyen Âge en Suède. Pour cette raison, Birka est parfois considérée comme la première ville de Suède,.

### Hovgården après l'abandon de Birka

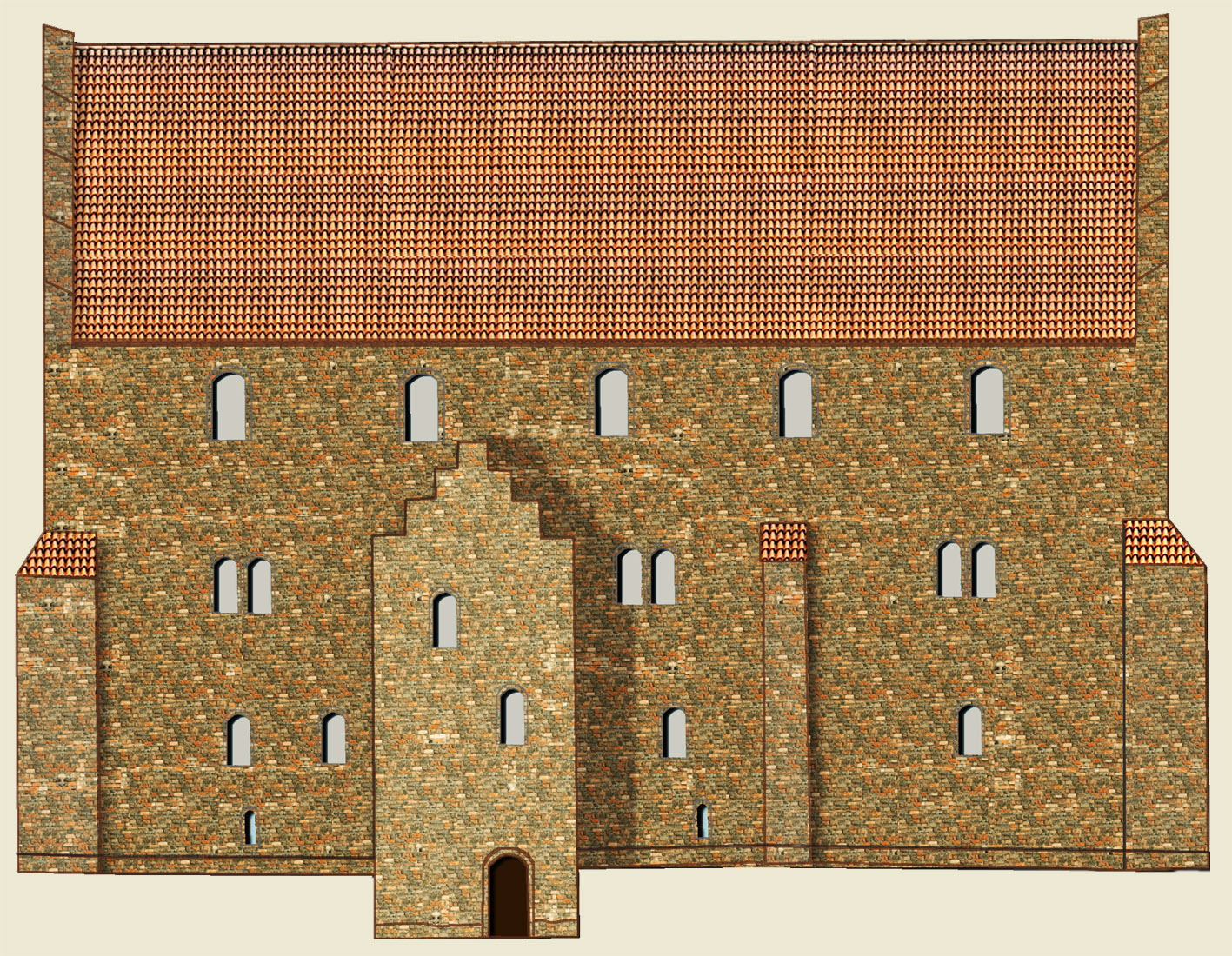
Reconstitution du palais Alsnö hus, tel qu'il devait apparaître en 1280.

La ville de Birka connut un déclin subit vers l'an 970. Des habitants ont probablement continué à vivre à Birka jusque dans les années 1000, comme en témoignent des objets trouvés dans la partie centrale de la ville, mais l'ère de grandeur était certainement terminée. D'après Adam de Brême, l'évêque de Skara Adalvard le Jeune passa par Birka lors de son trajet vers Sigtuna dans les années 1060, afin de trouver la tombe de l'archevêque Unni, et trouva le site totalement abandonné.
Malgré l'abandon de Birka, il semblerait que Hovgården conserva son importance en tant que domaine royal, comme en témoigne la pierre runique de Hovgården, érigée autour de 1070. L'église d'Adelsö fut construite non loin au XIIe siècle, et le domaine est mentionné dans une lettre de 1200 comme domaine royal (Mansionem Regiam Alsnu). Hovgården revient sur les devants de la scène politique suédoise avec la construction du palais Alsnö hus par Magnus III de Suède aux environs de 1270, probablement destiné à être une résidence d'été. Ce bâtiment constitué de briques, un nouveau matériau pour l'époque dans la région, a été construit sur le site même de l'ancien château viking. Ce palais fut un lieu important de l'histoire de Suède, avec par exemple l'ordonnance d'Alsnö (ou Statut d’Alsnö) en 1279 ou 1280, qui définit le statut de la noblesse suédoise. Il fut cependant détruit à la fin du XIVe siècle, peut-être incendié par les Vitaliens.

### Fouilles archéologiques et protection
Après l'abandon de Birka et de Hovgården, ces deux sites sont essentiellement oubliés. Mais dans les années 1680, l'archéologue Johan Hadorph, organisa les premières fouilles de Birka. À l'exception de fouilles en 1825 menées par Alexander Seton, les premières fouilles extensives se firent sous la direction de l'entomologiste Hjalmar Stolpe à partir de 1871. Il étudia près de 20 ans Birka et fit découvrir le site au reste du monde en 1874, lorsque le site accueillit un congrès international d'archéologie. La fin de ses recherches correspond aussi à un élan de la société suédoise pour la protection de son héritage, et ainsi, peu après la création des premiers parcs nationaux du pays (en 1909), l'État acheta une grande partie de Björkö entre 1912 et 1914 pour protéger le site pour la postérité. L'île de Björkö subit alors les mêmes excès que les parcs nationaux : l'idéal de l'époque était l'absence d'intervention humaine, et donc la végétation se développa à tel point que le site de Birka devint impossible d'accès.
Ainsi durant cette période, c'est Hovgården, jusque-là délaissé, qui fut l'objet des principales recherches, avec les travaux de Bengt Thordeman entre 1916 et 1920 au palais d'Alsnö hus. Les travaux de Bengt indiquèrent l'existence d'un site viking autour de l'emplacement du palais médiéval. En parallèle, Hanna Rydh étudia les tombes du site de Hovgården.
La situation à Birka changea en 1931, avec une restauration active du site, incluant en particulier un programme de pâture pour contrôler la végétation. Ainsi, Hovgården fut une nouvelle fois en retrait. Holger Arbman mena cependant, en parallèle de ses recherches à Birka, quelques fouilles à Hovgården en 1966 afin de localiser plus précisément les restes du bâtiment viking. Entre 1992 et 1994, une nouvelle salve de recherches archéologiques localisa précisément les ruines vikings, ainsi que les ports vikings et médiévaux.
Enfin, en 1993, la protection du site fut renforcée grâce à son inscription conjointement avec Birka au patrimoine mondial de l'UNESCO d'après les critères (iii) et (iv).

## Site archéologique

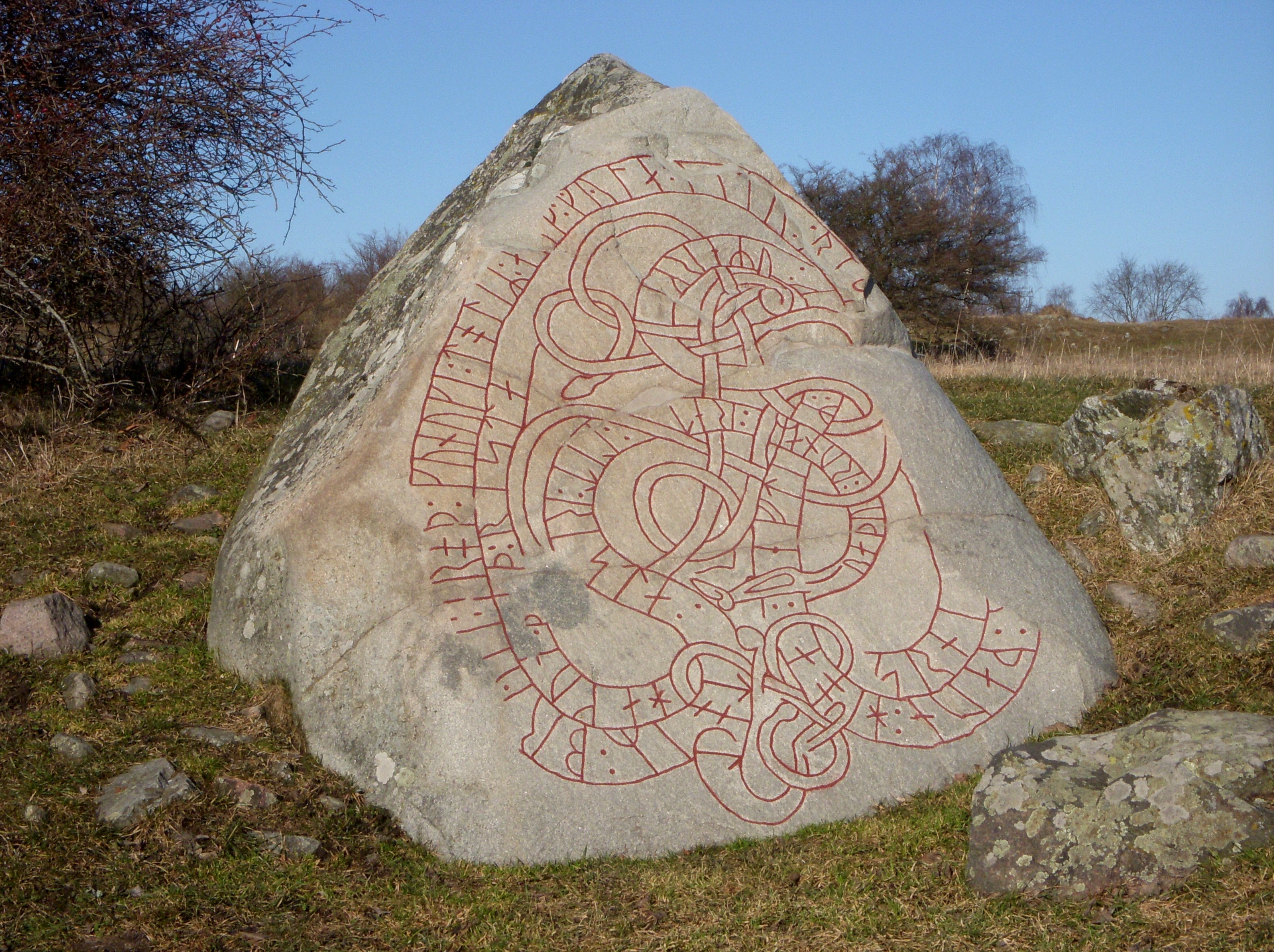
Pierre runique de Hovgården, U11.

Si le site voisin de Birka a conservé l'essentiel de son héritage viking du fait de son abandon au Xe siècle, ce n'est pas le cas de Hovgården, le site étant toujours utilisé durant le Moyen Âge. Cette zone a aussi reçu moins d'attention de la part des archéologues, avec seulement trois séries de fouilles : en 1916-1920, en 1966 et en 1992-1994.
L'histoire du site s'étale sur plusieurs siècles. Les traces les plus anciennes sont un ensemble de tombes au nord-ouest, dont les plus anciennes remontent au XIIe siècle indiquant que la zone était habitée avant la fondation de Birka. Mais le site subit une transformation importante au VIIIe siècle en devenant le centre du pouvoir royal dans la région. Les traces les plus évidentes de l'ère viking sont les énormes tumuli situés au nord de l'église. Trois d'entre eux, appelés « tumuli royaux » (kungshögar), rappellent fortement ceux de Gamla Uppsala, le plus grand mesurant 45 m de diamètre et 5 à 6 m de haut,. Il est traditionnellement supposé que ces tumuli sont les tombes des rois de Birka, mais n'ayant pas été analysés, la date de leur érection est inconnue et certains historiens supposent qu'elles pourraient être plus anciennes,. Un peu plus à l'ouest se trouve un autre tumulus lui aussi très grand (25 m de diamètre) mais plus plat, qui était probablement le lieu où se tenait l'assemblée (thing) d'où son nom « tumulus de l'assemblée » (tingshög). Enfin, un peu plus au nord se trouve le tumulus de Skopintull, le seul de Hovgården qui fut analysé (en 1917), et daté du début du Xe siècle. Il contient les restes d'un homme et d'une femme, tous deux ayant subi une crémation dans un bateau, ainsi que plusieurs animaux, dont des chiens et des chevaux et surtout une grande quantité d'objets de valeur, le tout indiquant un très haut statut social et une grande richesse.

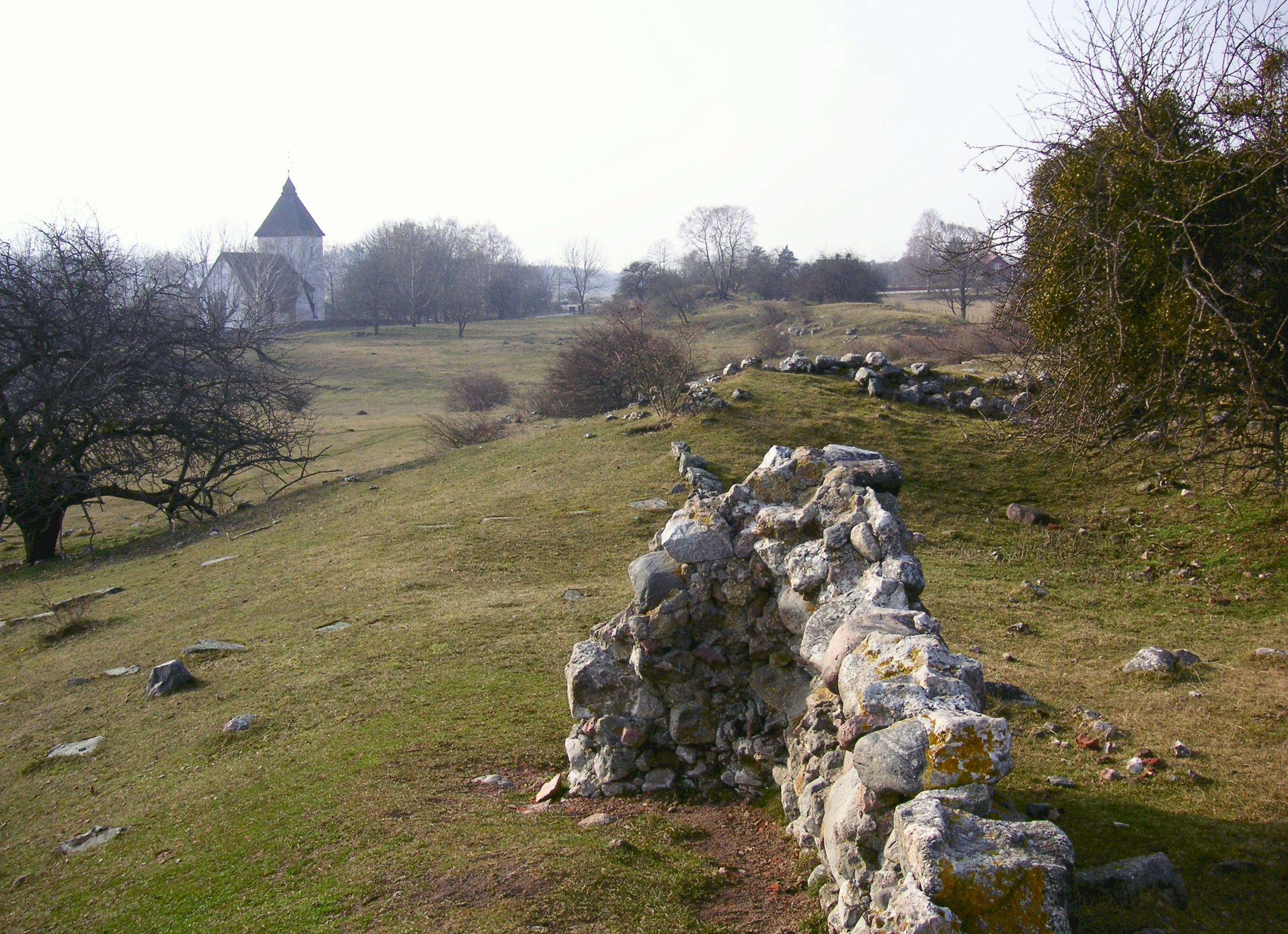
Les ruines d'Alsnö Hus au premier plan, et l'église d'Adelsö en arrière-plan.

Hovgården étant supposé être le domaine royal associé à Birka, une grande partie des recherches archéologiques avait pour but de trouver les restes de la résidence royale de l'époque. Il fallut attendre les excavations de 1991-1994 pour y parvenir, avec la découverte des traces d'un bâtiment viking, immédiatement à l'est et partiellement recouvertes par les ruines d'Alsnö Hus. Ce bâtiment présente des fortes similarités avec le grand hall de la Garnison et était situé sur une petite butte surplombant la baie lui offrant une vue directe sur Birka. Entre l'église et Alsnö Hus se trouve une dépression qui formait une baie à l'époque viking ; cette zone fut aussi analysée durant les fouilles des années 1990, ce qui révéla qu'il s'agissait du port viking, avec un quai en pierre d'environ 30 à 40 m de long sur sa partie est, mais aussi un bâtiment juste à côté interprété comme un atelier, peut-être utilisé par un orfèvre. Non loin du port se trouve la pierre runique de Hovgården, datée des années 1070, qui a la particularité de mentionner le roi, ce qui est interprété comme une preuve que la résidence royale était toujours active malgré l'abandon de Birka.
Enfin, la majeure partie des structures visibles aujourd'hui datent du Moyen Âge, avec par exemple l'église d'Adelsö datant du XIIe siècle, et les restes du palais Alsnö hus, datant du XIIIe siècle. Il s'agissait d'un bâtiment rectangulaire de 30 × 13,5 m, constitué d'un niveau partiellement souterrain en pierre, tandis que la partie au-dessus du niveau du sol était construite en briques. La partie visible du bâtiment avait probablement deux étages, le rez-de-chaussée constitué d'une cuisine et d'une autre pièce, tandis que l'étage supérieur était un grand hall, qui était probablement la salle où le roi recevait ses invités. Des traces de deux petits bâtiments furent aussi trouvées à proximité directe du palais, l'un probablement construit à la même époque, l'autre un peu plus ancien. Les restes du port médiéval furent aussi découverts, juste en aval du port viking, formant de nos jours encore une baie.

## Gestion et protection
Birka et Hovgården sont depuis 2015 sous le contrôle de l'Administration des biens immobiliers de l'État suédois. La protection de ces sites est assurée par un conseil (förvaltningsråd) regroupant des représentants de Statens fastighetsverk et des conseils d’administration du comté de Stockholm et de la commune d'Ekerö. Tous les six ans, le conseil rédige un plan qui donne les grandes lignes et objectifs de la protection et de la mise en valeur du site.
Pour faciliter la gestion, le site est divisé en plusieurs zones. La zone d'entrée comprend la périphérie d'Hovgården et la péninsule d'Ångholmen (qui était sous le niveau de la mer durant l'âge des Vikings et donc sans valeur pour l'archéologie) où se situe aujourd'hui le musée de Birka et les reconstitutions de maisons vikings. Le principal objectif de cette zone est l'accueil du public, et les règles y sont donc très souples quant à la construction d'infrastructures. Une seconde zone, appelée zone centrale, comprend l'essentiel des sites archéologiques de Hovgården et la zone autour du Fort de Birka : c'est une zone comprenant des sites archéologiques majeurs et où se concentrent aussi l'essentiel des visiteurs, avec donc le plus grand risque de dommages. Les principaux objectifs de la protection dans cette zone sont la canalisation des touristes et la mise en valeur du patrimoine. Enfin, le reste du site est divisé entre zone intermédiaire et zone extérieure, correspondant à un nombre de visiteurs décroissant, la zone extérieure étant essentiellement à l'écart des touristes. La nomination au patrimoine mondial ajoute une zone tampon, qui inclut le reste de l'île de Björkö et toute une grande section centrale de l'île d'Adelsö.

## Tourisme

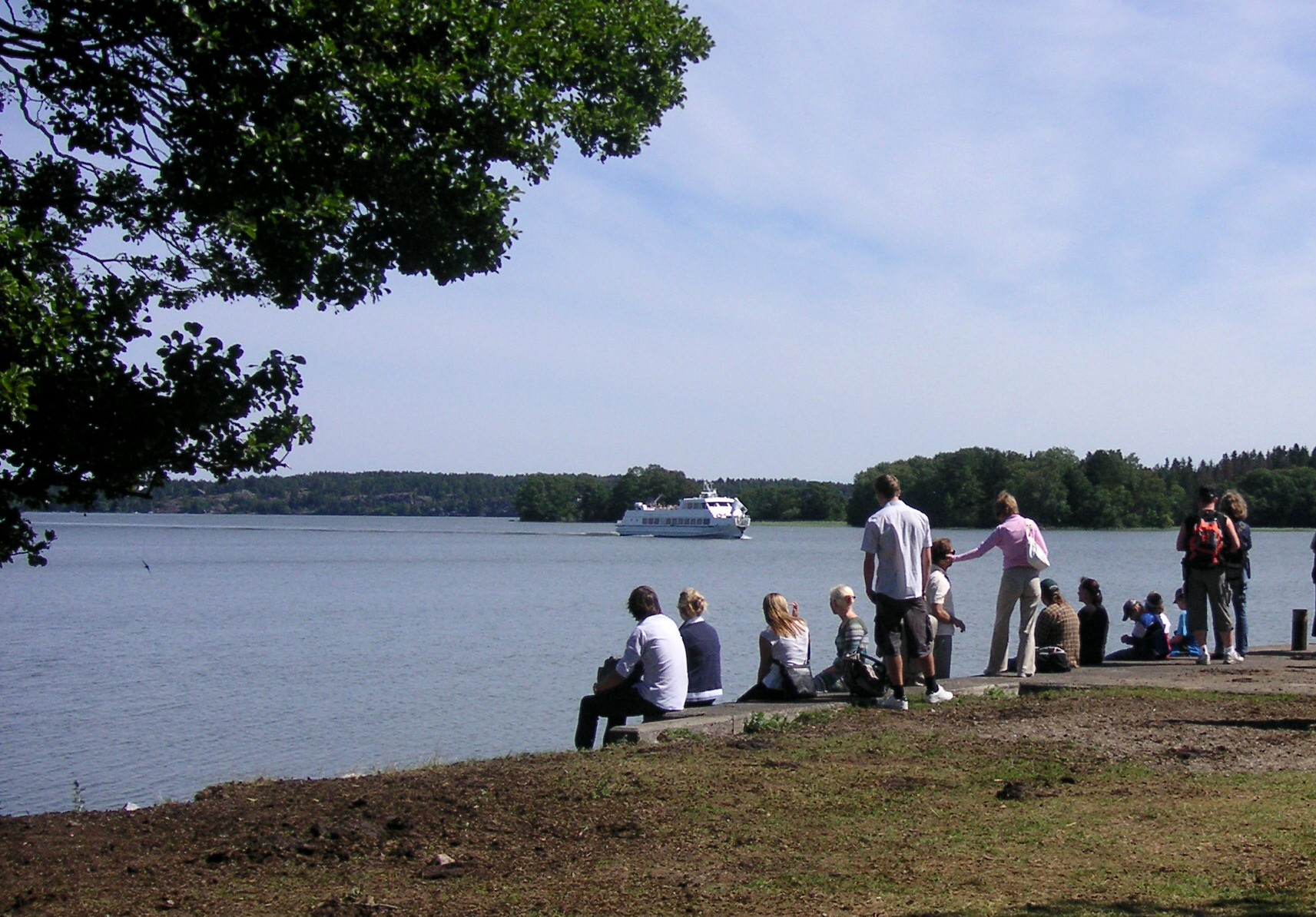
Touristes attendant le bateau sur le quai d'Hovgården.

Birka et Hovgården forment un site touristique populaire, avec environ 60 000 à 70 000 visiteurs par an. La plupart des touristes sont suédois, mais environ 30 % sont étrangers, en particulier en provenance d'Allemagne, du Royaume-Uni, des États-Unis et d'Italie. Cependant, Hovgården, moins connu que Birka, reçoit moins de touristes. Il est cependant possible d'y effectuer une visite guidée, et le site dispose d'un café et de quelques boutiques d'artisanat.
Hovgården est accessible en voiture et en bus grâce à un ferry entre l'île de Munsö et celle d'Adelsö.